# Gozo
Gozo (en maltés: Għawdex pronunciado au-desh) es una isla del archipiélago de Malta, en el mar Mediterráneo, y pertenece a la República de Malta. Es la segunda isla en tamaño del país, siendo la isla de Malta la mayor y la cual da nombre al archipiélago.

## Geografía
Gozo tiene una superficie de 67 km² y una población de 30 000 personas, de las cuales 6000 viven en su capital Victoria.
Está a 6 km al noroeste de la isla de Malta y posee una forma oval, con 14 km de largo y 7,25 km en su punto más ancho.

## Historia
La isla fue habitada desde el 5000 a. C., cuando se dejaron algunas estructuras megalíticas en Ggantija. Los primeros habitantes del Neolítico probablemente cruzaron desde Sicilia.
En 1530, Carlos I de España —con el beneplácito del papa Clemente VII— cedió a la Orden de San Juan de Jerusalén las islas  de Gozo, de Malta y Comino, así como Trípoli. La intención era proteger el Mediterráneo occidental de la avanzada otomana.
Sin embargo, en julio de 1551, los otomanos y piratas berberiscos conquistaron la isla, esclavizando entre 5000 y 6000 habitantes, y enviándolos a Tarhuna (Libia) desde el puerto de Mġarr Ix-Xini. 
La historia de Gozo ha estado muy apegada al resto de Malta, a la que ha estado unida desde tiempos inmemoriables con la excepción de un corto periodo de autonomía entre el 28 de octubre de 1798 y el 5 de septiembre de 1800.

## Deportes
- Asociación de Fútbol de Gozo
- Primera División de Gozo
- Segunda División de Gozo
- Copa de Gozo

## Galería de imágenes

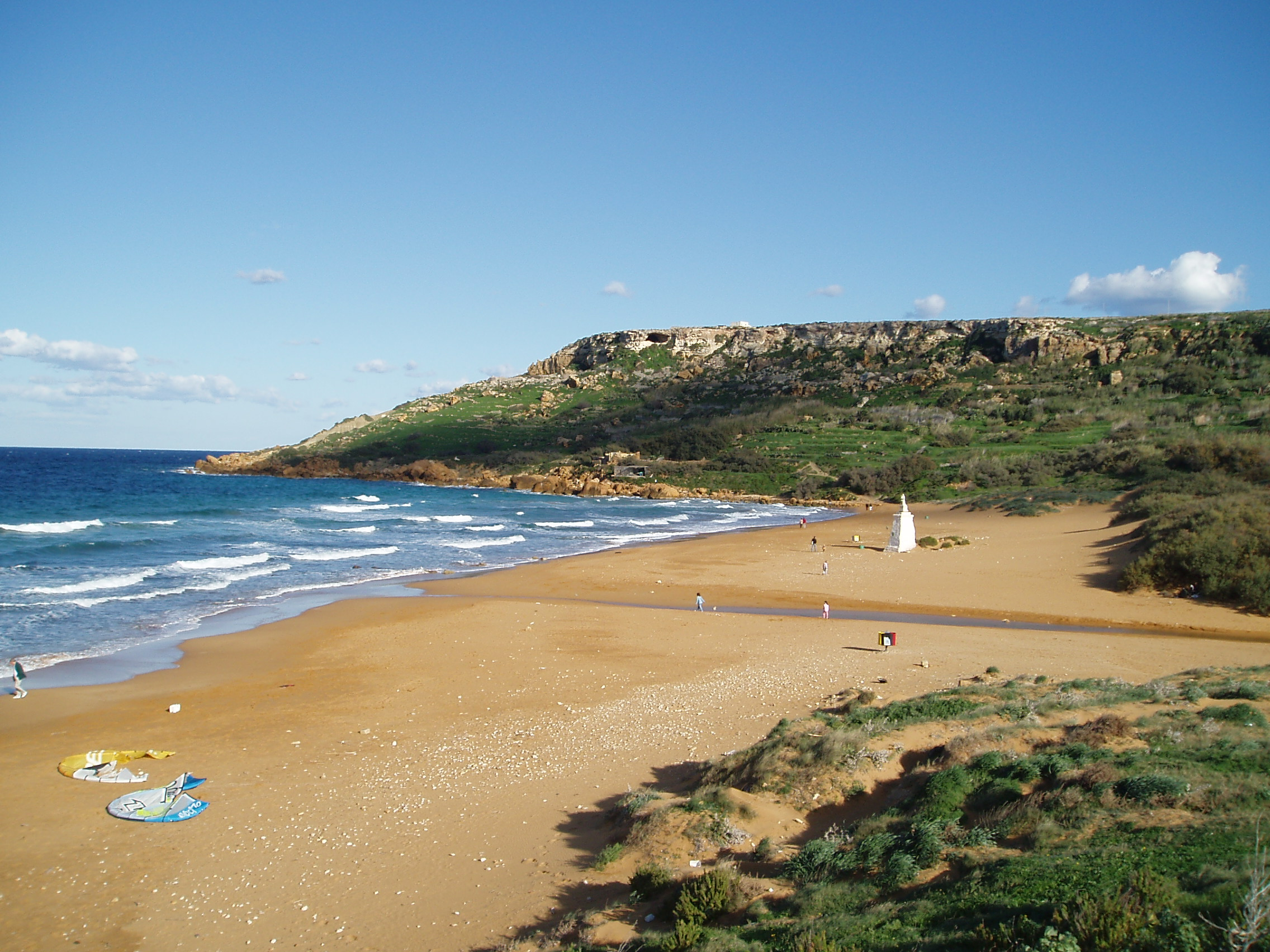
Playa en la bahía de Ramla.
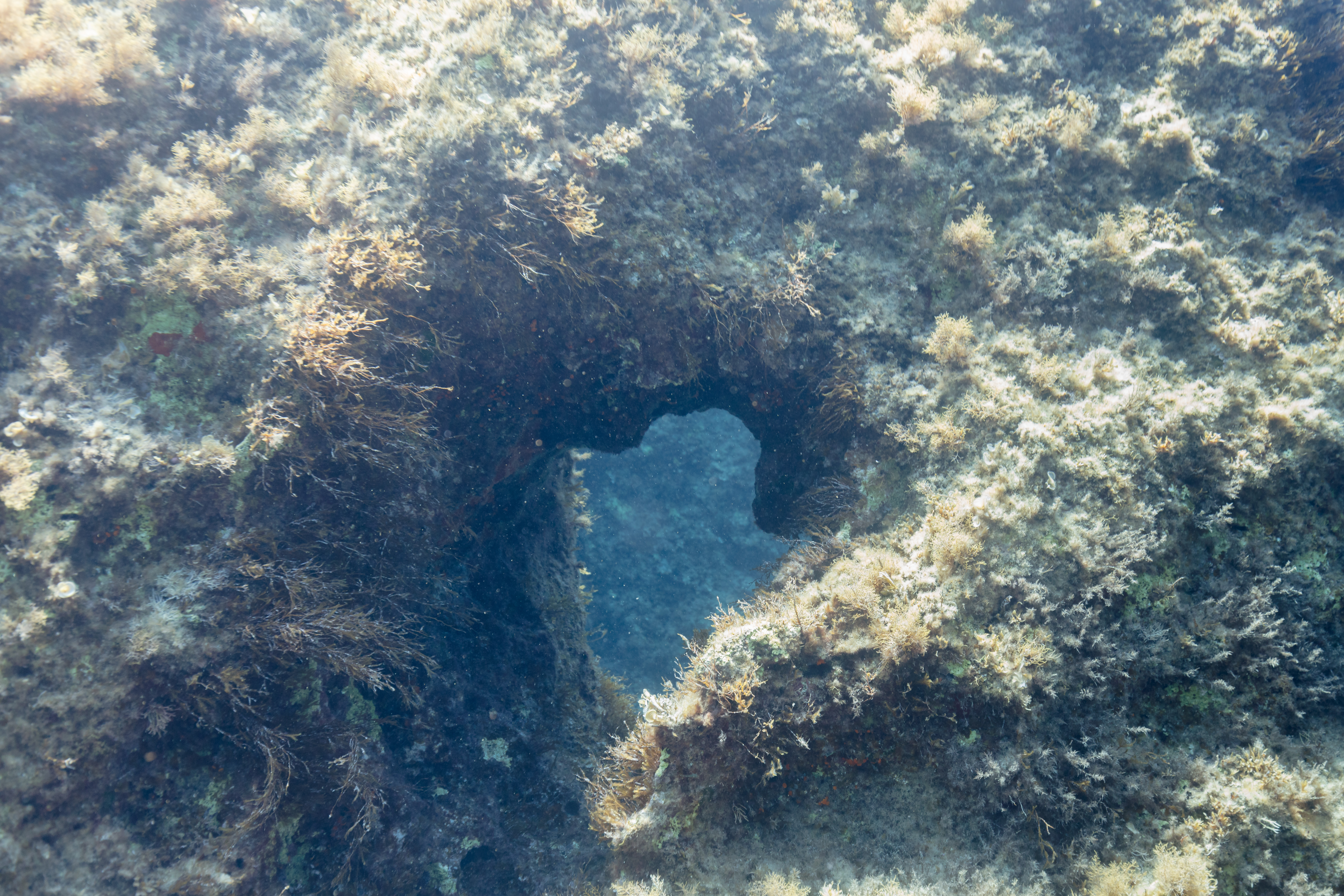
Gozo es popular por su orografía acuática.
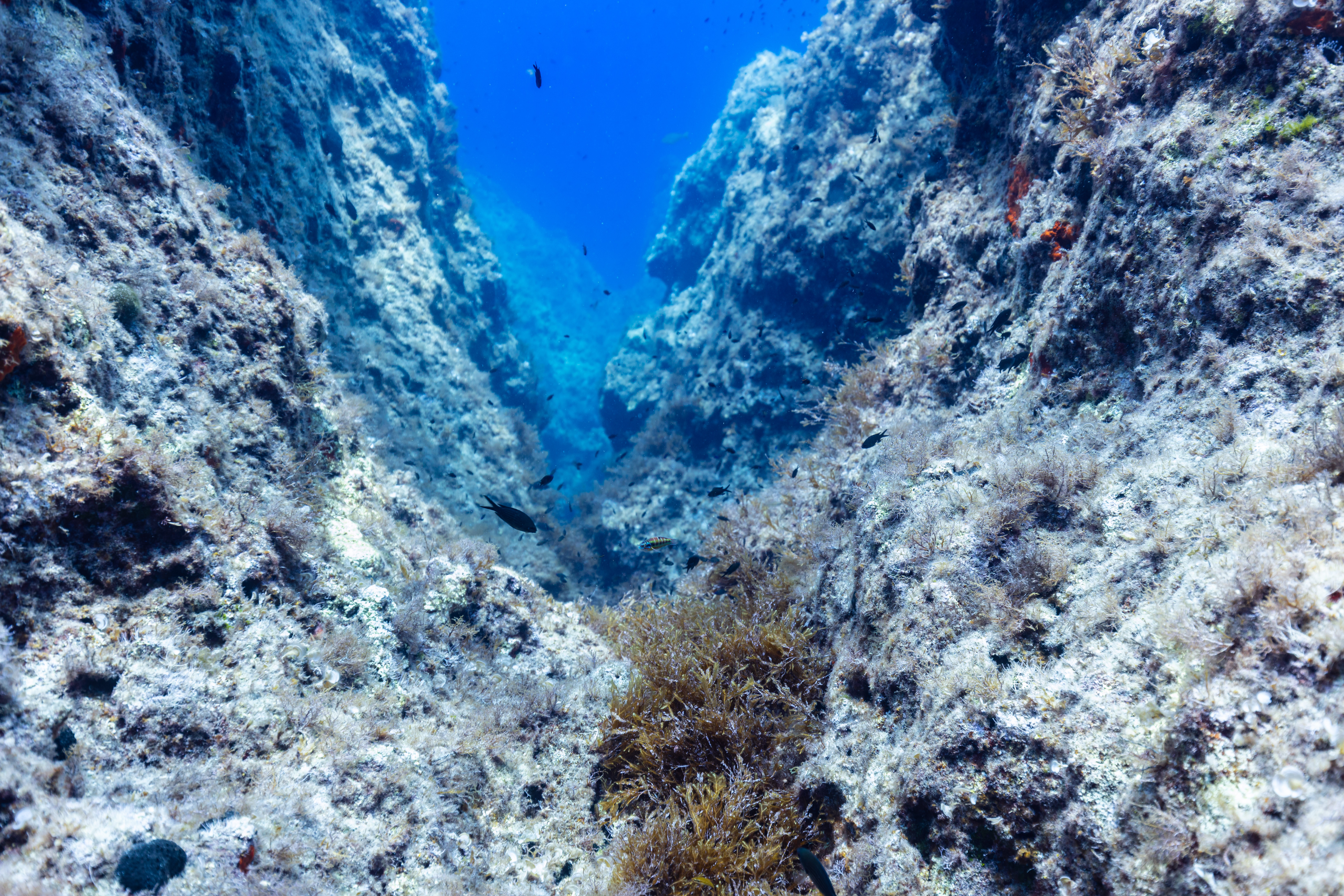
Pasaje submarino.
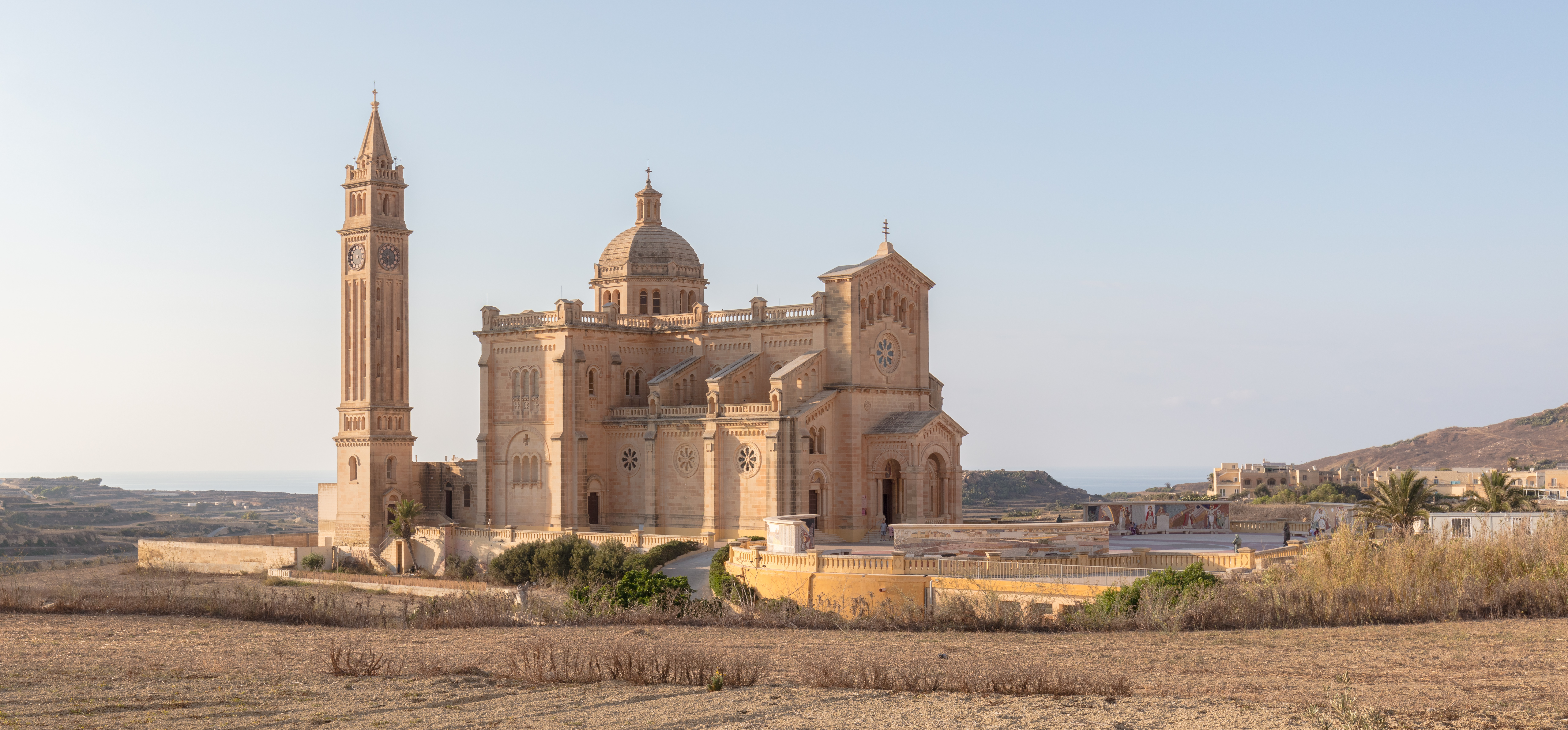
Santuario Nacional de la Virgen de Ta 'Pinu.
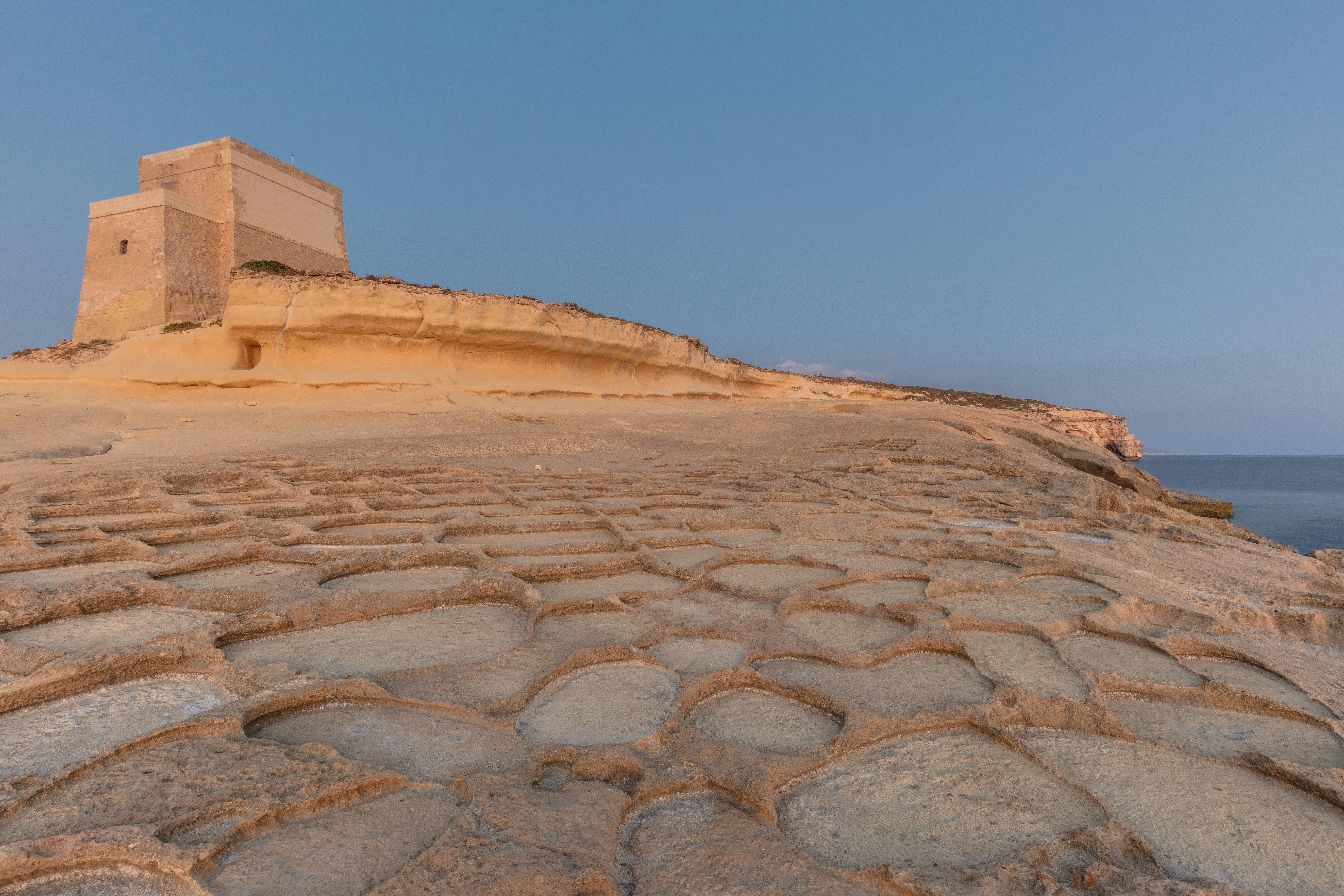
Torre de Xlendi.